# Cleome ariana
Cleome ariana là một loài thực vật có hoa trong họ Màng màng. Loài này được Hedge & Lamond mô tả khoa học đầu tiên năm 1970.